# Fußball-Weltmeisterschaft 2022/Gruppe B
| Pl. | Land    | Sp. | S | U | N | Tore    | Diff. | Punkte |
| --- | ------- | --- | - | - | - | ------- | ----- | ------ |
| 1.  | England | 3   | 2 | 1 | 0 | 009:200 | +7    | 07     |
| 2.  | USA     | 3   | 1 | 2 | 0 | 002:100 | +1    | 05     |
| 3.  | Iran    | 3   | 1 | 0 | 2 | 004:700 | −3    | 03     |
| 4.  | Wales   | 3   | 0 | 1 | 2 | 001:600 | −5    | 01     |

Gruppe B der Fußball-Weltmeisterschaft 2022:

## England – Iran 6:2 (3:0)
| England                                                                                     | England | Iran | Iran | Aufstellung                    |
| ------------------------------------------------------------------------------------------- | --- | --- | ---- | ------------------------------ |
| England                                                                                     | \| 1. Spieltag \| \| 21. November 2022 um 16:00 Uhr (14:00 Uhr MEZ) in ar-Rayyan (Khalifa International Stadium) \| \| Zuschauer: 45.334 \| \| Schiedsrichter: Raphael Claus ( Brasilien) 1 \| \| Spielbericht \|                                                                            | \| 1. Spieltag \| \| 21. November 2022 um 16:00 Uhr (14:00 Uhr MEZ) in ar-Rayyan (Khalifa International Stadium) \| \| Zuschauer: 45.334 \| \| Schiedsrichter: Raphael Claus ( Brasilien) 1 \| \| Spielbericht \| | Iran | Aufstellung England gegen Iran |
| England                                                                                     | Jordan Pickford – Kieran Trippier, John Stones, Harry Maguire (70. Eric Dier), Luke Shaw – Jude Bellingham, Declan Rice, Bukayo Saka (70. Marcus Rashford), Mason Mount (70. Phil Foden), Raheem Sterling (70. Jack Grealish) – Harry Kane (75. Callum Wilson) Cheftrainer: Gareth Southgate | Alireza Beiranvand (20. Hossein Hosseini) – Morteza Pouraliganji, Rouzbeh Cheshmi (46. Hossein Kanaanizadegan), Majid Hosseini – Sadegh Moharrami, Milad Mohammadi (63. Mehdi Torabi), Ahmad Nourollahi (77. Sardar Azmoun), Ali Karimi (46. Saeid Ezatolahi), Alireza Jahanbakhsh (46. Ali Gholizadeh), Ehsan Hajsafi – Mehdi Taremi Cheftrainer: Carlos Queiroz ( Portugal) | Iran | Aufstellung England gegen Iran |
| England                                                                                     | 1:0 Bellingham (35.) 2:0 Saka (43.) 3:0 Sterling (45.+1') 4:0 Saka (62.) 5:1 Rashford (71.) 6:1 Grealish (90.) | 4:1 Taremi (65.) 6:2 Taremi (90.+13', Foulelfmeter) | Iran | Aufstellung England gegen Iran |
| England                                                                                     | Jahanbakhsh (25.), Pouraliganji (48.) | | Iran | Aufstellung England gegen Iran |
| England                                                                                     | Spieler des Spiels: Bukayo Saka (England) | | Iran | Aufstellung England gegen Iran |
| 1. Spieltag                                                                                 | | |      |                                |
| 21. November 2022 um 16:00 Uhr (14:00 Uhr MEZ) in ar-Rayyan (Khalifa International Stadium) | | |      |                                |
| Zuschauer: 45.334                                                                           | | |      |                                |
| Schiedsrichter: Raphael Claus ( Brasilien) 1                                                | | |      |                                |
| Spielbericht                                                                                | | |      |                                |

## USA – Wales 1:1 (1:0)
| USA                                                                                 | USA | Wales | Wales | Aufstellung                 |
| ----------------------------------------------------------------------------------- | --- | --- | ----- | --------------------------- |
| Vereinigte Staaten                                                                  | \| 1. Spieltag \| \| 21. November 2022 um 22:00 Uhr (20:00 Uhr MEZ) in ar-Rayyan (Ahmed bin Ali Stadium) \| \| Zuschauer: 43.418 \| \| Schiedsrichter: Abdulrahman al-Jassim ( Katar) 2 \| \| Spielbericht \|                                                                                            | \| 1. Spieltag \| \| 21. November 2022 um 22:00 Uhr (20:00 Uhr MEZ) in ar-Rayyan (Ahmed bin Ali Stadium) \| \| Zuschauer: 43.418 \| \| Schiedsrichter: Abdulrahman al-Jassim ( Katar) 2 \| \| Spielbericht \|                                                           | Wales | Aufstellung USA gegen Wales |
| Vereinigte Staaten                                                                  | Matt Turner – Sergiño Dest (74. DeAndre Yedlin), Walker Zimmerman, Tim Ream, Antonee Robinson – Yunus Musah (74. Kellyn Acosta), Tyler Adams , Weston McKennie (66. Brenden Aaronson) – Timothy Weah (88. Jordan Morris), Josh Sargent (74. Haji Wright), Christian Pulisic Cheftrainer: Gregg Berhalter | Wayne Hennessey – Chris Mepham, Joe Rodon, Ben Davies – Connor Roberts, Ethan Ampadu (90.+5' Joe Morrell), Aaron Ramsey, Harry Wilson (90.+3' Sorba Thomas), Neco Williams (79. Brennan Johnson) – Gareth Bale , Daniel James (46. Kieffer Moore) Cheftrainer: Rob Page | Wales | Aufstellung USA gegen Wales |
| Vereinigte Staaten                                                                  | 1:0 Weah (36.) | 1:1 Bale (82., Foulelfmeter) | Wales | Aufstellung USA gegen Wales |
| Vereinigte Staaten                                                                  | Dest (11.), McKennie (13.), Ream (51.), Acosta (90.+10') | Bale (40.), Mepham (45.+2') | Wales | Aufstellung USA gegen Wales |
| Vereinigte Staaten                                                                  | Spieler des Spiels: Gareth Bale (Wales) | | Wales | Aufstellung USA gegen Wales |
| 1. Spieltag                                                                         | | |       |                             |
| 21. November 2022 um 22:00 Uhr (20:00 Uhr MEZ) in ar-Rayyan (Ahmed bin Ali Stadium) | | |       |                             |
| Zuschauer: 43.418                                                                   | | |       |                             |
| Schiedsrichter: Abdulrahman al-Jassim ( Katar) 2                                    | | |       |                             |
| Spielbericht                                                                        | | |       |                             |

## Wales – Iran 0:2 (0:0)
| Wales                                                                               | Wales | Iran | Iran | Aufstellung                  |
| ----------------------------------------------------------------------------------- | --- | --- | ---- | ---------------------------- |
| Wales                                                                               | \| 2. Spieltag \| \| 25. November 2022 um 13:00 Uhr (11:00 Uhr MEZ) in ar-Rayyan (Ahmed bin Ali Stadium) \| \| Zuschauer: 40.875 \| \| Schiedsrichter: Mario Escobar ( Guatemala) 3 \| \| Spielbericht \|                                                     | \| 2. Spieltag \| \| 25. November 2022 um 13:00 Uhr (11:00 Uhr MEZ) in ar-Rayyan (Ahmed bin Ali Stadium) \| \| Zuschauer: 40.875 \| \| Schiedsrichter: Mario Escobar ( Guatemala) 3 \| \| Spielbericht \| | Iran | Aufstellung Wales gegen Iran |
| Wales                                                                               | Wayne Hennessey – Chris Mepham, Joe Rodon, Ben Davies – Connor Roberts (57. Brennan Johnson), Aaron Ramsey (87. Danny Ward), Ethan Ampadu (77. Joe Allen), Harry Wilson (57. Daniel James), Neco Williams – Gareth Bale , Kieffer Moore Cheftrainer: Rob Page | Hossein Hosseini – Ramin Rezaeian, Majid Hosseini, Morteza Pouraliganji, Milad Mohammadi – Ali Gholizadeh (77. Alireza Jahanbakhsh), Saeid Ezatolahi (83. Ali Karimi), Ahmad Nourollahi (77. Rouzbeh Cheshmi), Ehsan Hajsafi (77. Mehdi Torabi), Mehdi Taremi – Sardar Azmoun (68. Karim Ansarifard) Cheftrainer: Carlos Queiroz ( Portugal) | Iran | Aufstellung Wales gegen Iran |
| Wales                                                                               | 0:1 Cheshmi (90.+8') 0:2 Rezaeian (90.+11') | | Iran | Aufstellung Wales gegen Iran |
| Wales                                                                               | Rodon (45.+3') | Rezaeian (90.+5'), Jahanbakhsh (90.+5') | Iran | Aufstellung Wales gegen Iran |
| Wales                                                                               | Hennessey (86.) | | Iran | Aufstellung Wales gegen Iran |
| Wales                                                                               | Spieler des Spiels: Rouzbeh Cheshmi (Iran) | | Iran | Aufstellung Wales gegen Iran |
| 2. Spieltag                                                                         | | |      |                              |
| 25. November 2022 um 13:00 Uhr (11:00 Uhr MEZ) in ar-Rayyan (Ahmed bin Ali Stadium) | | |      |                              |
| Zuschauer: 40.875                                                                   | | |      |                              |
| Schiedsrichter: Mario Escobar ( Guatemala) 3                                        | | |      |                              |
| Spielbericht                                                                        | | |      |                              |

## England – USA 0:0
| England                                                                      | England | USA | USA                | Aufstellung                   |
| ---------------------------------------------------------------------------- | --- | --- | ------------------ | ----------------------------- |
| England                                                                      | \| 2. Spieltag \| \| 25. November 2022 um 22:00 Uhr (20:00 Uhr MEZ) in al-Chaur (al-Bayt-Stadion) \| \| Zuschauer: 68.463 \| \| Schiedsrichter: Jesús Valenzuela ( Venezuela) 4 \| \| Spielbericht \|                                                           | \| 2. Spieltag \| \| 25. November 2022 um 22:00 Uhr (20:00 Uhr MEZ) in al-Chaur (al-Bayt-Stadion) \| \| Zuschauer: 68.463 \| \| Schiedsrichter: Jesús Valenzuela ( Venezuela) 4 \| \| Spielbericht \|                                                                                 | Vereinigte Staaten | Aufstellung England gegen USA |
| England                                                                      | Jordan Pickford – Kieran Trippier, John Stones, Harry Maguire, Luke Shaw – Jude Bellingham (68. Jordan Henderson), Declan Rice, Mason Mount – Bukayo Saka (77. Marcus Rashford), Harry Kane , Raheem Sterling (68. Jack Grealish) Cheftrainer: Gareth Southgate | Matt Turner – Sergiño Dest (77. Shaquell Moore), Walker Zimmerman, Tim Ream, Antonee Robinson – Weston McKennie (77. Brenden Aaronson), Tyler Adams , Yunus Musah – Timothy Weah (83. Giovanni Reyna), Haji Wright (83. Josh Sargent), Christian Pulisic Cheftrainer: Gregg Berhalter | Vereinigte Staaten | Aufstellung England gegen USA |
| England                                                                      | Spieler des Spiels: Christian Pulisic (USA) | | Vereinigte Staaten | Aufstellung England gegen USA |
| 2. Spieltag                                                                  | | |                    |                               |
| 25. November 2022 um 22:00 Uhr (20:00 Uhr MEZ) in al-Chaur (al-Bayt-Stadion) | | |                    |                               |
| Zuschauer: 68.463                                                            | | |                    |                               |
| Schiedsrichter: Jesús Valenzuela ( Venezuela) 4                              | | |                    |                               |
| Spielbericht                                                                 | | |                    |                               |

## Wales – England 0:3 (0:0)
| Wales                                                                               | Wales | England | England | Aufstellung                     |
| ----------------------------------------------------------------------------------- | --- | --- | ------- | ------------------------------- |
| Wales                                                                               | \| 3. Spieltag \| \| 29. November 2022 um 22:00 Uhr (20:00 Uhr MEZ) in ar-Rayyan (Ahmed bin Ali Stadium) \| \| Zuschauer: 44.297 \| \| Schiedsrichter: Slavko Vinčić ( Slowenien) 5 \| \| Spielbericht \|                                                                    | \| 3. Spieltag \| \| 29. November 2022 um 22:00 Uhr (20:00 Uhr MEZ) in ar-Rayyan (Ahmed bin Ali Stadium) \| \| Zuschauer: 44.297 \| \| Schiedsrichter: Slavko Vinčić ( Slowenien) 5 \| \| Spielbericht \| | England | Aufstellung Wales gegen England |
| Wales                                                                               | Danny Ward – Neco Williams (36. Connor Roberts), Chris Mepham, Joe Rodon, Ben Davies (59. Joe Morrell) – Aaron Ramsey, Ethan Ampadu, Joe Allen (81. Rubin Colwill) – Gareth Bale (46. Brennan Johnson), Kieffer Moore, Daniel James (77. Harry Wilson) Cheftrainer: Rob Page | Jordan Pickford – Kyle Walker (57. Trent Alexander-Arnold), John Stones, Harry Maguire, Luke Shaw (65. Kieran Trippier) – Jordan Henderson, Declan Rice (57. Kalvin Phillips), Jude Bellingham – Phil Foden, Harry Kane (57. Callum Wilson), Marcus Rashford (75. Jack Grealish) Cheftrainer: Gareth Southgate | England | Aufstellung Wales gegen England |
| Wales                                                                               | 0:1 Rashford (50.) 0:2 Foden (51.) 0:3 Rashford (68.) | | England | Aufstellung Wales gegen England |
| Wales                                                                               | James (29.), Ramsey (61.) | | England | Aufstellung Wales gegen England |
| Wales                                                                               | Spieler des Spiels: Marcus Rashford (England) | | England | Aufstellung Wales gegen England |
| 3. Spieltag                                                                         | | |         |                                 |
| 29. November 2022 um 22:00 Uhr (20:00 Uhr MEZ) in ar-Rayyan (Ahmed bin Ali Stadium) | | |         |                                 |
| Zuschauer: 44.297                                                                   | | |         |                                 |
| Schiedsrichter: Slavko Vinčić ( Slowenien) 5                                        | | |         |                                 |
| Spielbericht                                                                        | | |         |                                 |

## Iran – USA 0:1 (0:1)
| Iran                                                                        | Iran | USA | USA                | Aufstellung                |
| --------------------------------------------------------------------------- | --- | --- | ------------------ | -------------------------- |
| Iran                                                                        | \| 3. Spieltag \| \| 29. November 2022 um 22:00 Uhr (20:00 Uhr MEZ) in Doha (al-Thumama-Stadion) \| \| Zuschauer: 42.127 \| \| Schiedsrichter: Antonio Mateu Lahoz ( Spanien) 6 \| \| Spielbericht \| | \| 3. Spieltag \| \| 29. November 2022 um 22:00 Uhr (20:00 Uhr MEZ) in Doha (al-Thumama-Stadion) \| \| Zuschauer: 42.127 \| \| Schiedsrichter: Antonio Mateu Lahoz ( Spanien) 6 \| \| Spielbericht \| | Vereinigte Staaten | Aufstellung Iran gegen USA |
| Iran                                                                        | Alireza Beiranvand – Ramin Rezaeian, Majid Hosseini, Morteza Pouraliganji, Milad Mohammadi (45.+2' Ali Karimi) – Ahmad Nourollahi (71. Mehdi Torabi), Saeid Ezatolahi, Ehsan Hajsafi (71. Abolfazl Jalali) – Ali Gholizadeh (77. Karim Ansarifard), Sardar Azmoun (46. Saman Ghoddos), Mehdi Taremi Cheftrainer: Carlos Queiroz ( Portugal) | Matt Turner – Sergiño Dest (82. Shaquell Moore), Cameron Carter-Vickers, Tim Ream, Antonee Robinson – Yunus Musah, Tyler Adams , Weston McKennie (65. Kellyn Acosta) – Timothy Weah (82. Walker Zimmerman), Josh Sargent (77. Haji Wright), Christian Pulisic (46. Brenden Aaronson) Cheftrainer: Gregg Berhalter | Vereinigte Staaten | Aufstellung Iran gegen USA |
| Iran                                                                        | 0:1 Pulisic (38.) | | Vereinigte Staaten | Aufstellung Iran gegen USA |
| Iran                                                                        | Hosseini (77.), Kanaani (83.), Jalali (90.+6') | Adams (43.) | Vereinigte Staaten | Aufstellung Iran gegen USA |
| Iran                                                                        | Spieler des Spiels: Christian Pulisic (USA) | | Vereinigte Staaten | Aufstellung Iran gegen USA |
| 3. Spieltag                                                                 | | |                    |                            |
| 29. November 2022 um 22:00 Uhr (20:00 Uhr MEZ) in Doha (al-Thumama-Stadion) | | |                    |                            |
| Zuschauer: 42.127                                                           | | |                    |                            |
| Schiedsrichter: Antonio Mateu Lahoz ( Spanien) 6                            | | |                    |                            |
| Spielbericht                                                                | | |                    |                            |